# Pio Duran
Pio Duran (Bayan ng Pio Duran) är en kommun i Filippinerna. Kommunen ligger på ön Luzon, och tillhör provinsen Albay. Folkmängden uppgår till 46 693 invånare (folkräkning 2015).

## Barangayer
Pio Duran är indelat i 33 barangayer.
| - Agol - Alabangpuro - Basicao Coastal - Basicao Interior - Banawan (Binawan) - Binodegahan - Buenavista - Buyo - Caratagan - Cuyaoyao - Flores | - Lawinon - Macasitas - Malapay - Malidong - Mamlad - Marigondon - Matanglad - Nablangbulod - Oringon - Palapas - Panganiran | - Barangay I (Pob.) - Barangay II (Pob.) - Barangay III (Pob.) - Barangay IV (Pob.) - Barangay V (Pob.) - Rawis - Salvacion - Santo Cristo - Sukip - Tibabo - La Medalla |